# (11907) Näränen
(11907) Näränen, désignation internationale (11907) Naranen, est un astéroïde de la ceinture principale.

## Description
(11907) Naranen est un astéroïde de la ceinture principale. Il fut découvert le 2 mars 1992 à La Silla par le programme UESAC. Il présente une orbite caractérisée par un demi-grand axe de 2,84 UA, une excentricité de 0,05 et une inclinaison de 3,0° par rapport à l'écliptique.

## Compléments